# Marzatica
Marzatica è una frazione del comune di Gavardo in provincia di Brescia. Si trova a sud-ovest rispetto al capoluogo, vicino alla strada che porta verso la frazione di San Carlo e al comune di Paitone ad un'altitudine di 320 metri s.l.m..

## Storia

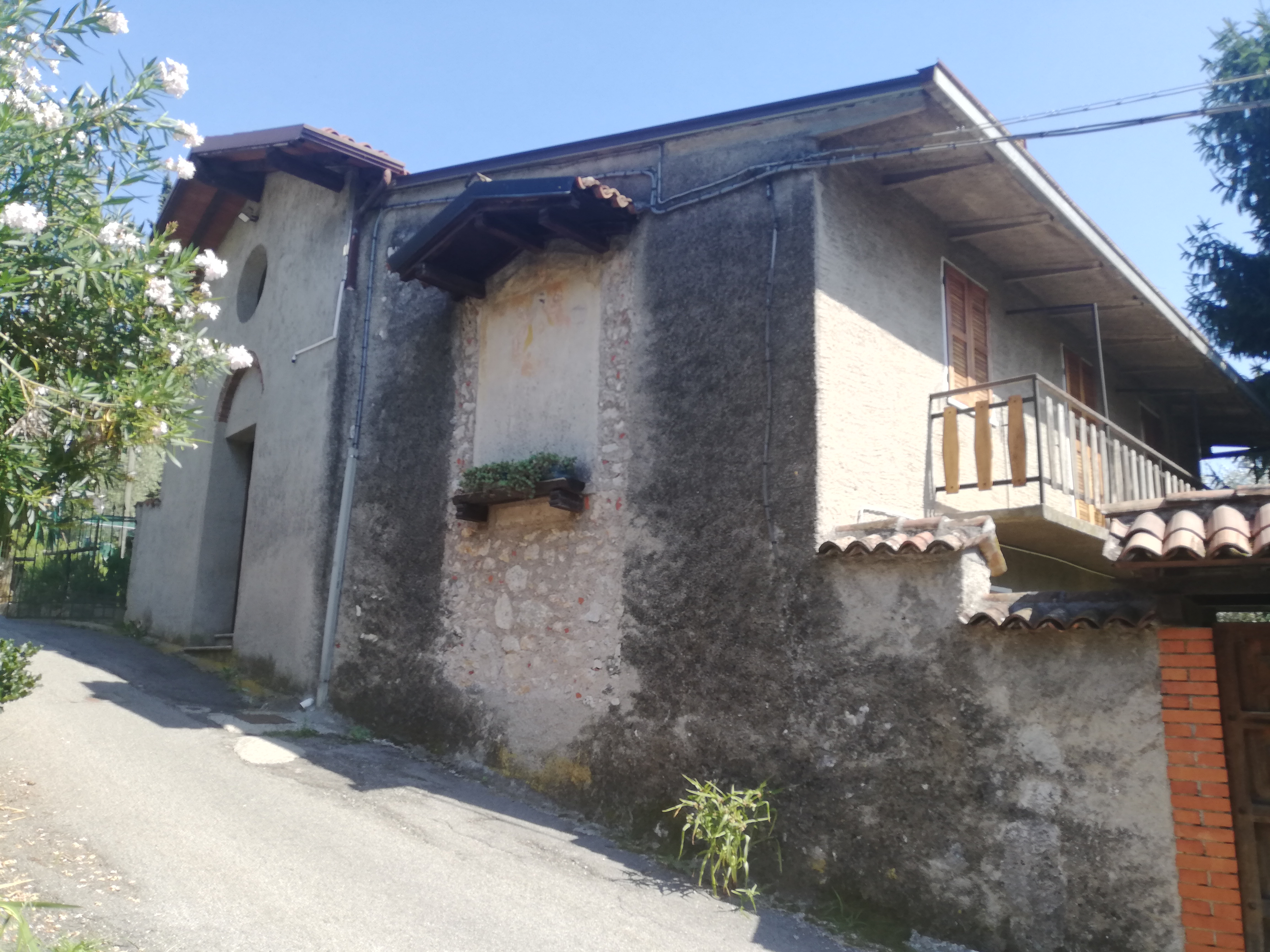
Chiesa privata del borgo di Marzatica appartenente alla famiglia Rivetta

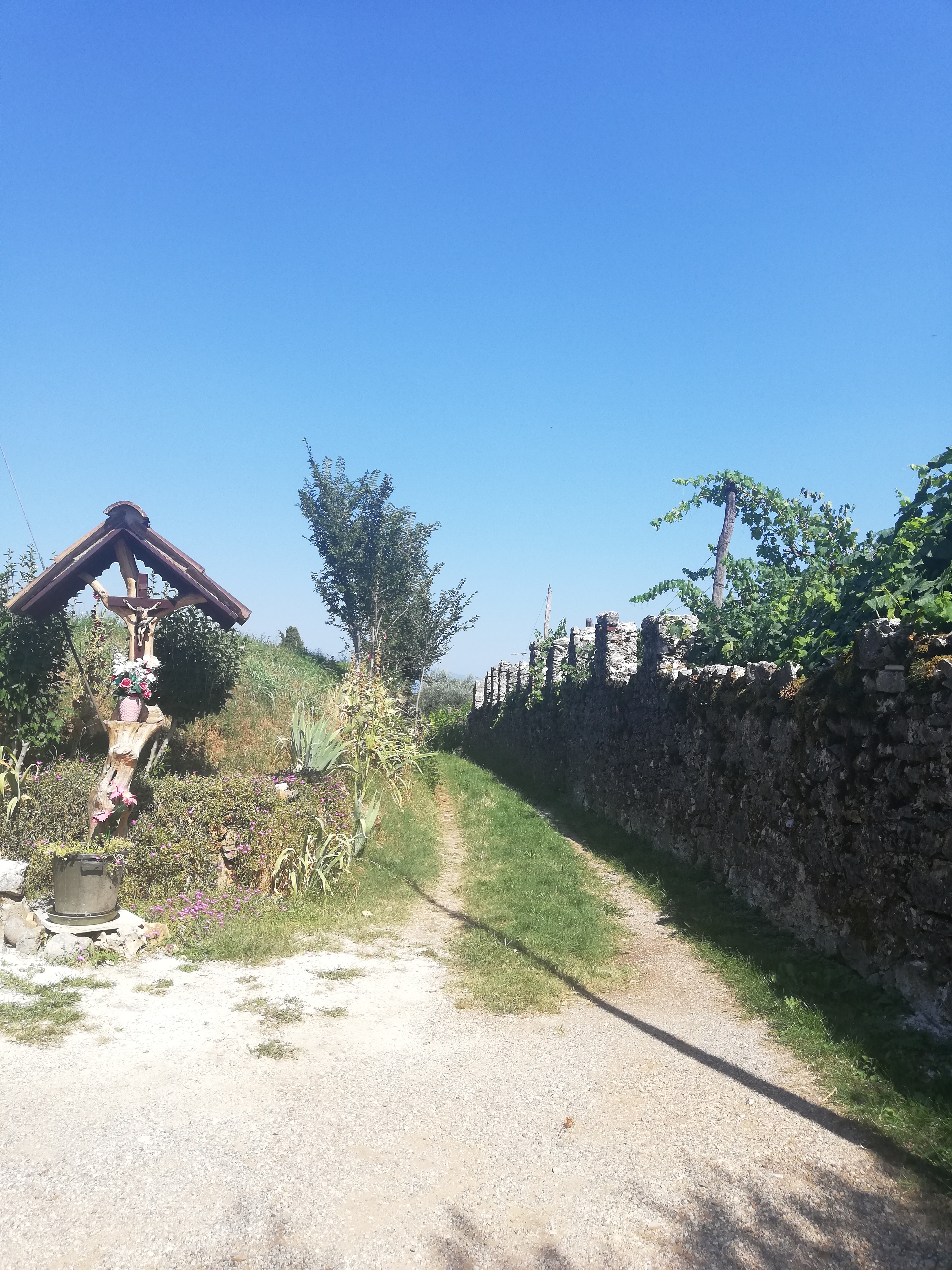
Mura Romane di Marzatica

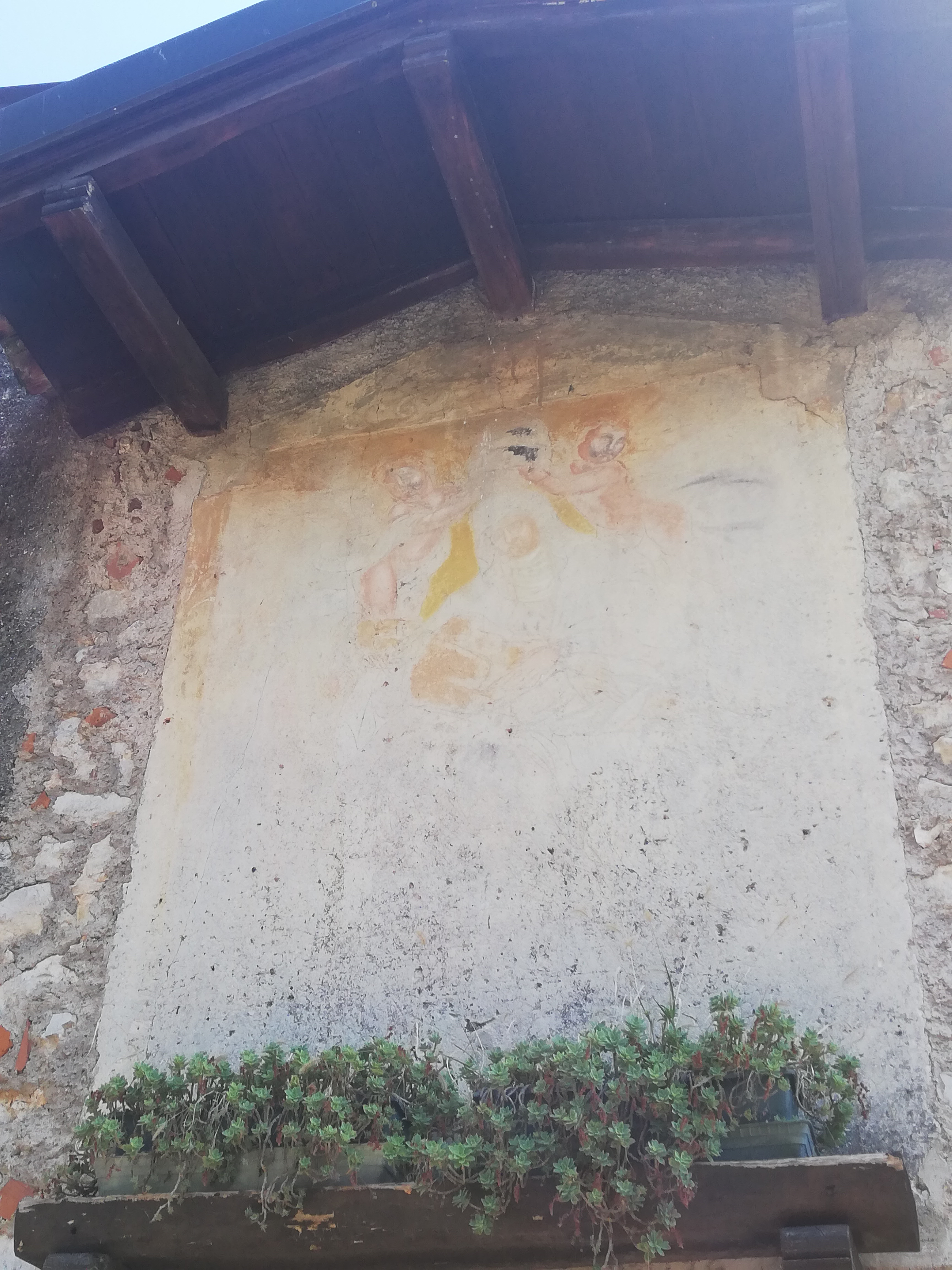
Pietà con angeli, Affresco

L’etimologia del nome di questa frazione viene trovato nella parola latina Mardidus, ossia “terreno arido”. Si suppone che venne dato questo nome in quanto la posizione geografica del borgo avesse poco accesso all’acqua e fosse sopraelevato. Infatti, gli abitanti di Marzatica hanno sempre dovuto attingere all’acqua dalla valle.  
Marzatica, essendo lontano dal centro abitato e ai piedi del monte Tesio, ha una vasta vegetazione boschiva che crea un clima mite e rigoglioso, dove ulivi e annose viti vengono coltivate. 
Marzatica ha un insediamento abitativo di origine antiche. Essa è nata lungo un percorso romano che si estendeva da Brescia, passando per Paitone e scendeva verso Gavardo. Traccia di questo percorso si ritrova documenta su una mappa catastale austriaca del 1852. Inoltre, a conferma di questo, troviamo appena fuori dal borgo in direzione di Gavardo, una possente muraglia merlata e delle larghe lastre di pietra sul terreno. Si ha inoltre descrizione del borgo di Marzatica, in alcuni registri redatti dal feudo vescovile di Gavardo attorno al 1300, i quali descrivono minuziosamente i vasti appezzamenti di terreno della zona.
Marzatica viene descritta come Villa, l’equivalente di contrada, la quale stava ad indicare il nucleo abitato. Negli anni i nuclei familiari di Marzatica sono sempre rimasti inalterati e si sono tramandati i terreni e gli edifici di generazione in generazione. Ancora oggi sappiamo che la discendenza della famiglia Rivetta è rimasta quasi l’unica erede della contrada.

## Abitazioni
La prima abitazione che incontriamo nella contrada di Marzatica è quella della famiglia Rivetta, sulla quale è incisa la data di costruzione “1677”. Oltre alla data di costruzione, era uso quei tempi, incidere anche il segno della religiosità degli abitanti. Le case rurali di Marzatica si caratterizzano per un porticato aperto con un loggiato soprapposto che era usato, ai tempi, per conservare i prodotti agricoli e per l’allevamento dei bachi da seta. 

## Luoghi di Culto

### Chiesa di S. Giuseppe
Nel 1742 Domicilla Rivetta dei conti Foresti fece costruire in questi luoghi una chiesetta privata, dedicata a S. Giuseppe. L’oratorio, annesso alla chiesa, sorse nei pressi delle case rivolto verso la via principale ed era riconoscibile da un affresco rappresentante la pietà incoronata da angeli. Dopo la morte dei fondatori l’oratorio e la chiesetta vengono lasciati all’abbandono e si hanno testimonianze del degrado tramite delle relazioni di visite pastorali del parroco di Gavardo nel 1835.  Nel 1967 è stata aperta una raccolta di fondi per restaurare la chiesa, ma l’evento non è mai andato a buon fine. Solo nel 1980, grazie al Sindaco G. Avanzi, si concretizzò la ristrutturazione della chiesetta che venne terminata nel 1983. 
Per valorizzare la contrada, la sottosezione del CAI di Gavardo ha fissato Marzatica come punto di passaggio per uno dei sentieri e come punto di arrivo la chiesa e l’oratorio dove vengono celebrate le messe per il ricordo dei caduti della montagna (sentiero 502).